# محمدرضا پورمحمد
محمدرضا پورمحمد ابوذر (زاده ۱۸ بهمن ۱۳۶۵ در تهران) یک بازیکن فوتبال اهل ایران است.